# Kościół Przemienienia Pańskiego w Firleju
Kościół Przemienienia Pańskiego – rzymskokatolicki kościół parafialny należący do dekanatu Lubartów archidiecezji lubelskiej.

## Historia i architektura

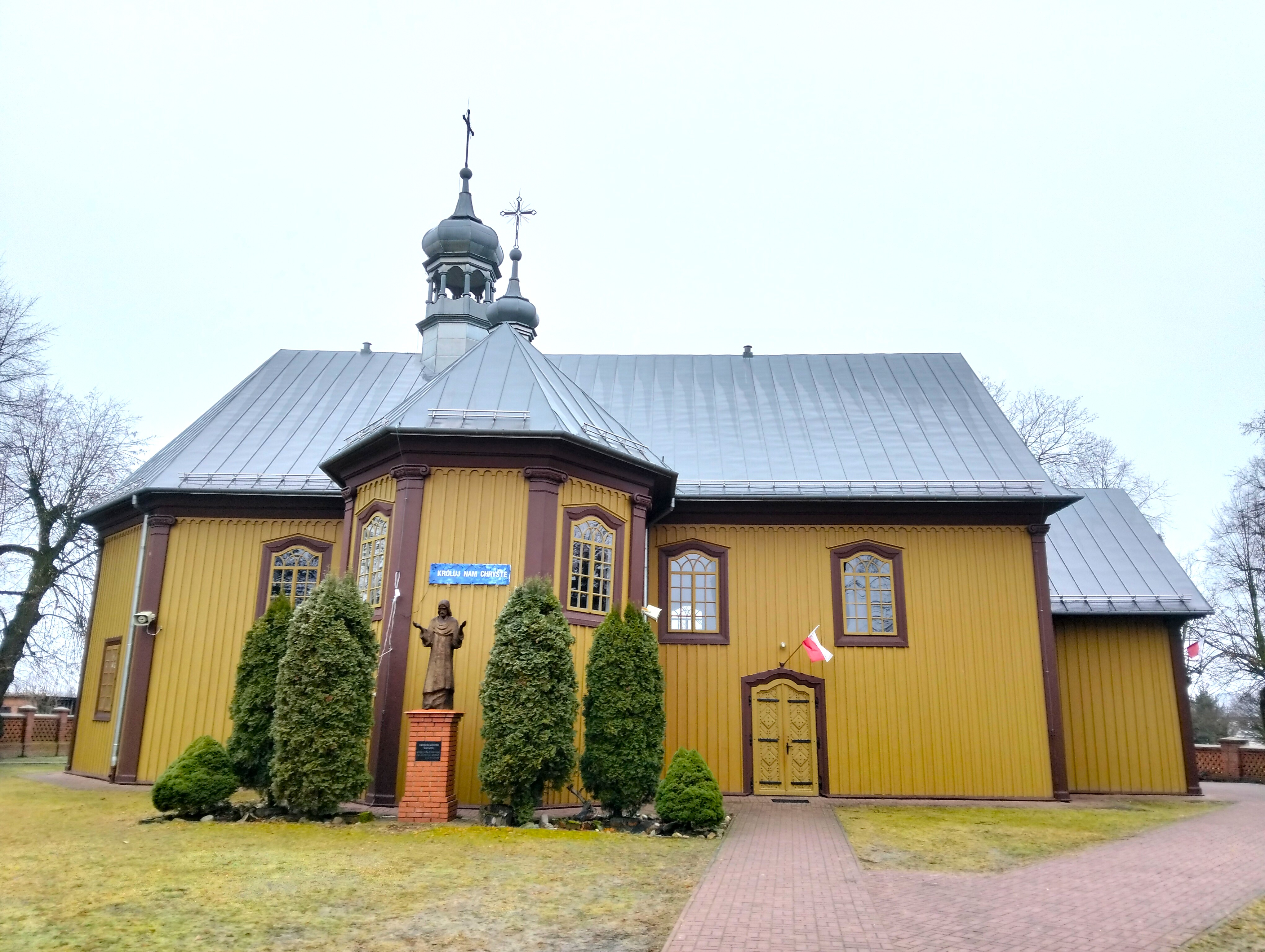
Elewacja boczna

Jest to drewniana świątynia wzniesiona w latach 1879–1880. W 1904 roku gonty zostały wymienione na blachę. W 1927 roku wybudowano nową zakrystię. W latach 2005–2006 budowla była remontowana.
Kościół jest jednonawowy, ma konstrukcję zrębową. Budowla jest orientowana, wzniesiona na planie krzyża. Z lewej i prawej strony nawy znajdują się kaplice, zamknięte trójbocznie, kalenice są niższe od nawy. Kaplice są zwieńczone małymi wieżyczkami. Prezbiterium nie jest wyodrębnione z nawy, zamknięte jest trójbocznie, z boku mieści się zakrystia. Z przodu nawy znajduje się kruchta. Świątynia nakryta jest dachem jednokalenicowym, wykonanym z blachy. Na dachu jest umieszczona ośmiokątna wieżyczka na sygnaturkę, zakończona cebulastym hełmem wykonanym z blachy, posiadającym latarnię. Wnętrze nakryte jest stropem płaskim z fasetą. kaplice nakryte są sklepieniami kolebkowymi. Chór muzyczny jest podparty dwoma słupami z parapetem wysuniętym faliście w części centralnej mieszczącym prospekt organowy wykonany w 1883 roku. 
Ołtarz główny reprezentuje styl rokokowy. W późniejszych latach został uzupełniony obrazem "Przemienienie Pańskie", wykonanym w XIX wieku. W schowku świątyni znajduje się ołtarz polowy I Pułku Ułanów z dywizji generała Wojciecha Chrzanowskiego, który zwyciężył w bitwie pod Firlejem w dniu 9 maja 1831 roku z wojskami rosyjskimi podczas powstania listopadowego.

## Galeria

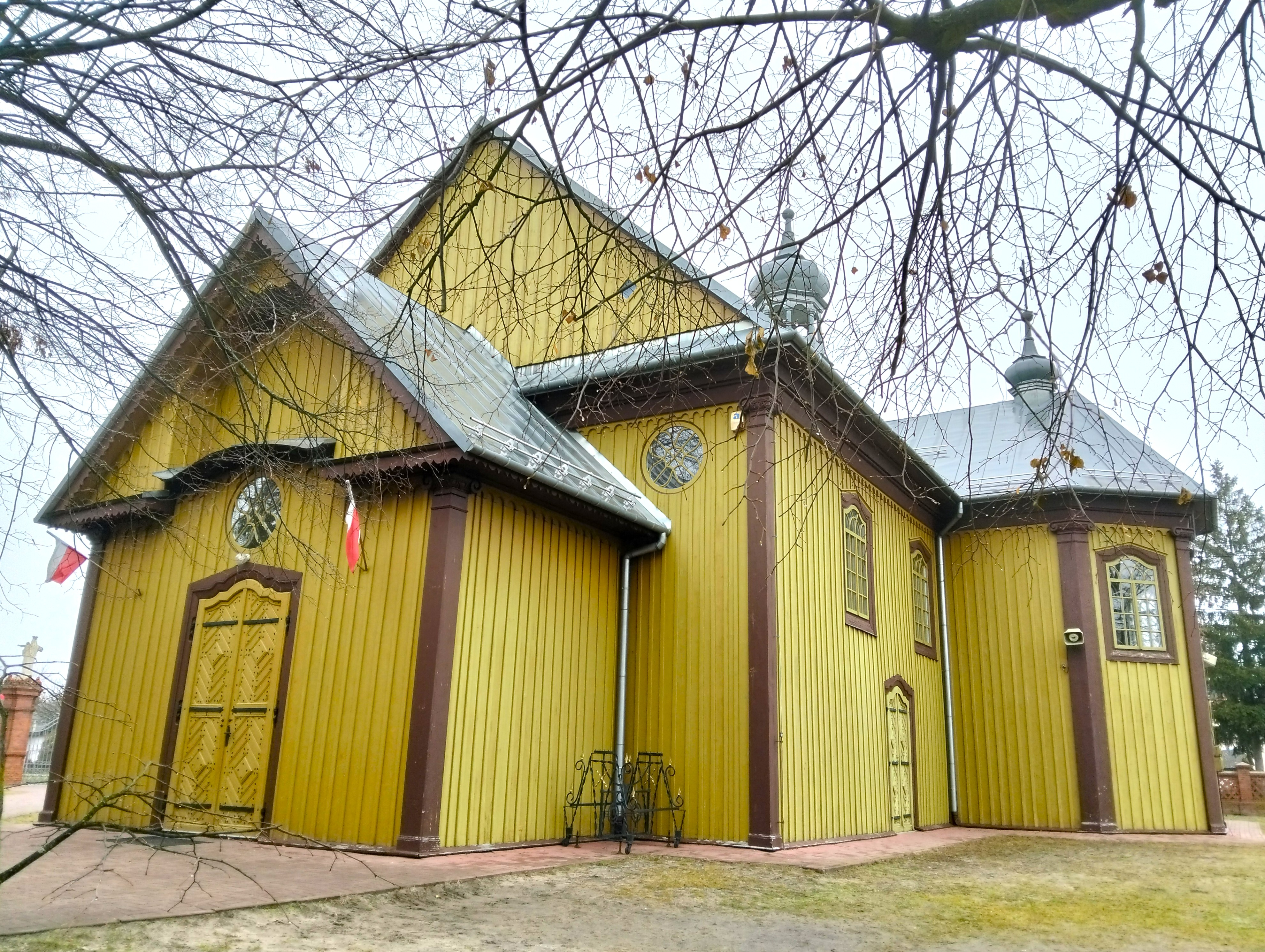
Elewacja wejściowa
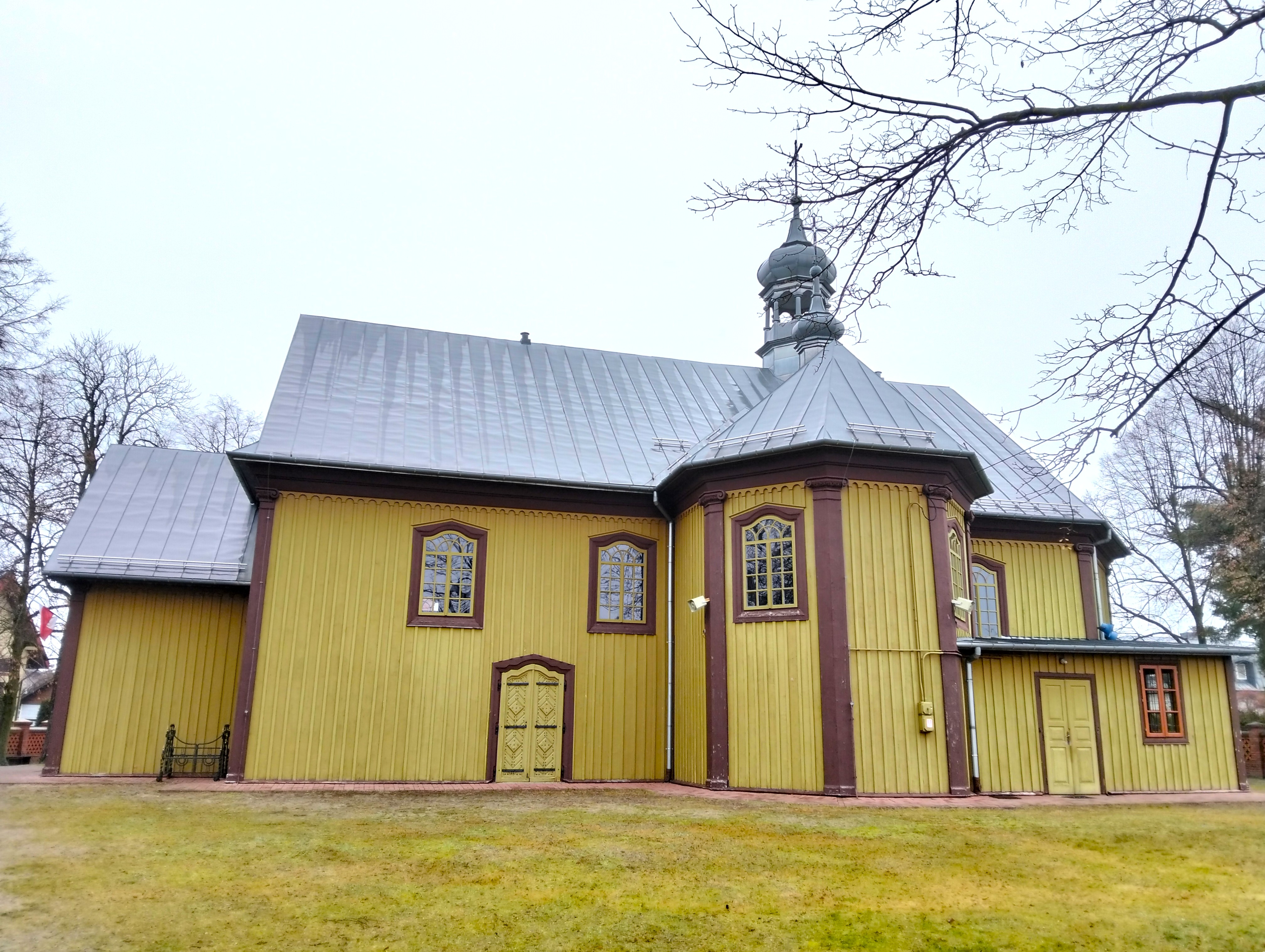
Elewacja boczna
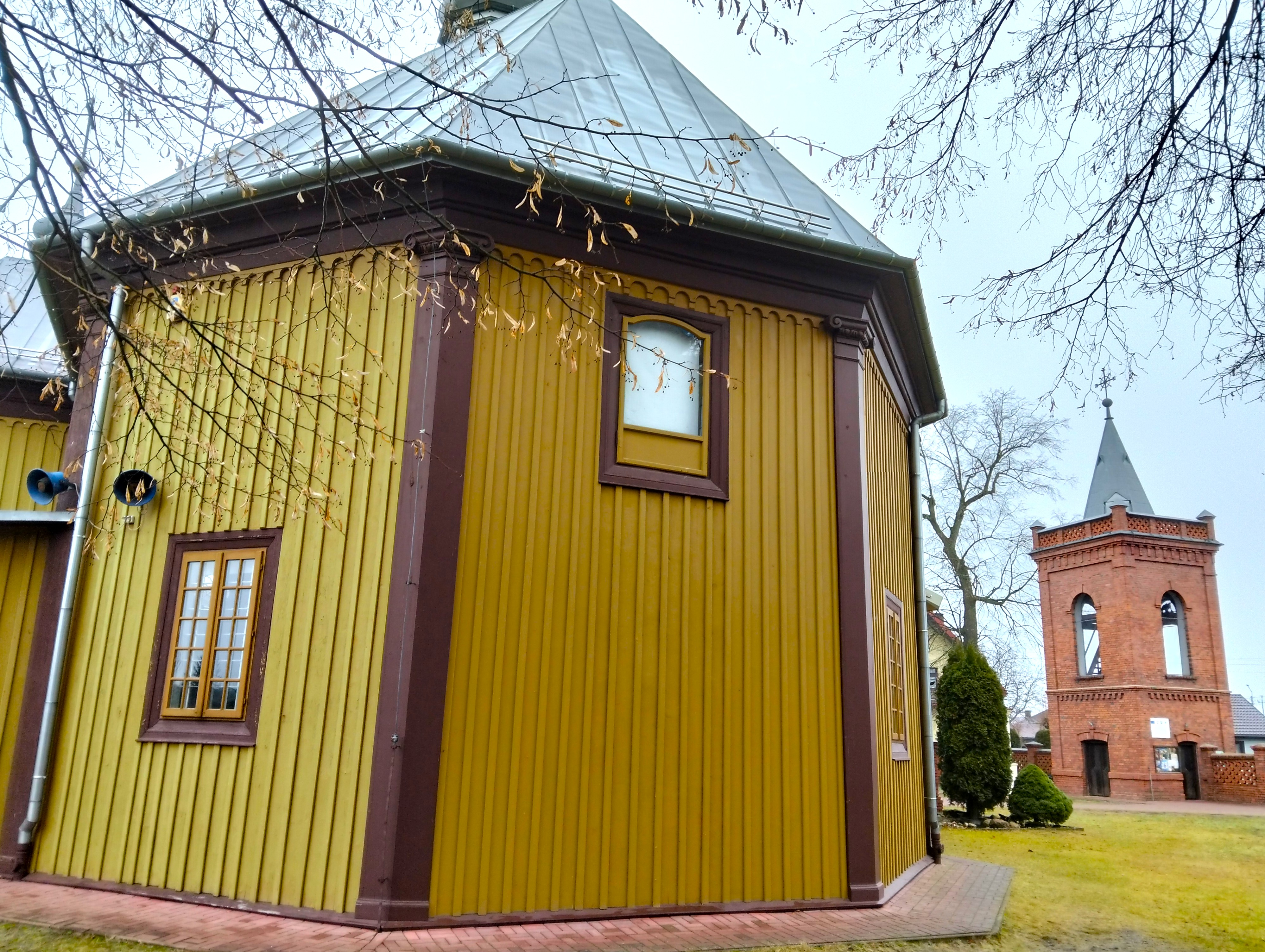
Widok od prezbiterium